# Иван Попов (полковник, р. 1894)
Вижте пояснителната страница за други личности с името Иван Попов.
Иван Стефанов Попов е български офицер, полковник, взводен и ротен командир в 58-и пехотен резервен полк през Първата световна война (1915 – 1918), началник-щаб на 1-ва бърза дивизия (1941), командир на 52-ри пехотен врански/моравски полк (1941 – 1944) и на 29-а пехотна дивизия (1944) през Втората световна война (1941 – 1945).

## Биография
Иван Попов е роден на 25 март 1894 г. в разградското село Торлак (днес град Цар Калоян), Княжество България. На 5 октомври 1916 г. е произведен в чин подпоручик и назначен за командир на взвод от 58-и пехотен резервен полк с когото взема участие в Първата световна война (1915 – 1918). По-късно е назначен за командир на рота от същия полк. На 30 май 1918 г. е произведен в чин поручик. „За отличия и заслуги през втория и третия период на войната“ съгласно заповед № 355 от 1921 г. по Министерството на войната като взводен командир е награден с Военен орден „За храброст“, IV степен, 2-ри клас, а по-късно същата година със заповед № 464 по Министерството на войната като ротен командир е награден с Военен орден „За храброст“, IV степен, 1-ви клас.
След войната служи в 33-ти пехотен свищовски полк, на 30 януари 1923 г. е произведен в чин капитан, след което през 1928 г. е назначен на служба в 9-и пехотен пловдивски полк. През 1930 г. с Министерска заповед (МЗ) № 70 е назначен за командир на рота от 6-и пехотен полк, а през 1934 г. с МЗ № 147 е назначен за командир на дружина от 25-и пехотен драгомански полк, като същата година на 26 август е произведен в чин майор. През 1935 г. с МЗ № 98 е назначен за командир на дружина от ШЗО, на 6 май 1937 г. е произведен в чин подполковник. През 1938 г. с МЗ № 17 Иван Попов е назначен за домакин на ШЗО, след което през 1939 г. с МЗ № 18 е назначен за помощник-командир на 1-ви пехотен полк.

### Втора световна война (1941 – 1945)
По време на Втората световна война (1941 – 1945) през 1941 г. подполковник Иван Попов служи като началник-щаб на 1-ва бърза дивизия и на 6 май 1941 г. е произведен в чин полковник. На 12 юли 1941 г. поема командването на 52-ри пехотен врански полк, а на 11 май 1944 г. е назначен за командир на новосъздадената 29-а пехотна дивизия. Уволнен е от служба със заповед №117 на Министъра на войната от 13 септември 1944 година – „по навършване на 25 годишна служба“.
На 15 март 1945 г. е осъден на смърт от Четвърти върховен състав на Народния съд, като присъдата е изпълнена още на същия ден.

## Семейство
Полковник Иван Попов е женен и има две деца.

## Военни звания
- Подпоручик (5 октомври 1916)
- Поручик (30 май 1918)
- Капитан (30 януари 1923)
- Майор (26 март 1934)
- Подполковник (6 май 1937)
- Полковник (6 май 1941)

## Награди
- Военен орден „За храброст“, IV степен, 2-ри клас (1921)
- Военен орден „За храброст“, IV степен, 1-ви клас (1921)

## Образование
- Военно на Негово Величество училище (до 1916)